# Cantonul Dieulefit
Cantonul Dieulefit este un canton din arondismentul Nyons, departamentul Drôme, regiunea Rhône-Alpes, Franța.

## Comune
- Aleyrac
- La Bégude-de-Mazenc
- Comps
- Dieulefit (reședință)
- Eyzahut
- Le Poët-Laval
- Montjoux
- Orcinas
- Pont-de-Barret
- Rochebaudin
- Roche-Saint-Secret-Béconne
- Salettes
- Souspierre
- Teyssières
- Vesc